# 卡普萨文化
卡普萨文化或卡普薩文明（Capsian culture），是中石器时代一个以馬格里布为中心而形成的文明，大约由公元前10,000年延續至公元前6,000年。其命名源自今突尼斯的加夫萨，在罗马时代稱之為「卡普萨」（Capsa）。
卡普萨文明主要集中在今突尼斯和阿尔及利亚，除此之外还有一些遗址发现于西班牙南部及西西里岛。

## 歷史分期
典型卡普萨文明（Typical Capsian）
上卡普萨文明（Upper Capsian）
新石器卡普薩文明（Capsian Neolithic）